# Verkkojärvi (sjö i Nurmes, Norra Karelen)
Verkkojärvi är en sjö i kommunen Nurmes i landskapet Norra Karelen i Finland. Den är 10,5 meter djup. Arean är 38 hektar och strandlinjen är 3,09 kilometer lång. Sjön  ingår i Vuoksens huvudavrinningsområde.   Den ligger omkring 100 kilometer norr om Joensuu och omkring 420 kilometer nordöst om Helsingfors. 